# Nienawiść 100%
Nienawiść 100% – minialbum zespołu Dezerter, wydany 22 lutego 2019, nakładem wydawnictwa Mystic Production. Muzykę albumu skomponował Robert Matera, natomiast teksty stworzył Krzysztof Grabowski. Album nagrano 24-25 stycznia 2019 w studiu Piwnica u Galińskiego w Warszawie.

## Lista utworów
1. Nienawiść 100% – 3:18
2. A jeśli jutra nie ma – 5:09
3. Nic się nie dzieje – 3:39

## Twórcy
- Robert Matera – śpiew, gitara
- Krzysztof Grabowski – perkusja
- Jacek Chrzanowski – gitara basowa, śpiew